# ミーガン・シア
ミーガン・シア（Megan Cyr、1990年6月1日 - ）は、カナダの女子バレーボール選手。ポジションはセッター。元カナダ代表。

## 来歴
2008年、ノースカロライナ州立大学に進学した。2013年にカナダ代表に初選出される。2014年の世界選手権に出場した。

## 球歴
- 世界選手権 - 2014年、2018年

## 所属クラブ
- ノースカロライナ州立大学（2008-2012年）
- AKSO-Linz Steg（2013年）
- アリアンツ MTV シュトゥットガルト（2013-2014年）
- Viteos NUS（2014-2016年）
- カザルマッジョーレ（2017-2018年）
- AO Thiras（2018-2019年）
- Sm'Aesch Pfeffingen（2019-2020年）